# Yasin Çakmak
Yasin Çakmak (* 6. Januar 1985 in Rize) ist ein türkischer Fußballspieler.

## Karriere
Yasin Çakmak begann seine Karriere bei Çaykur Rizespor. Er spielt als Innenverteidigers bei Fenerbahçe Istanbul und wurde in die Türkische Fußballnationalmannschaft aufgenommen. Sein erstes Länderspiel spielte er gegen die Aserbaidschanische Fußballnationalmannschaft im Jahr 2006. Der Trainer der türkischen Nationalmannschaft, Fatih Terim nominierte ihn für die Qualifikationen zur Fußball-Europameisterschaft 2008. Am 2. Oktober 2007 bestritt er gegen ZSKA Moskau sein erstes Champions-League-Spiel, als er in der 72. Minute für Edu Dracena eingewechselt wurde. Im Juni 2009 wurde sein Wechsel zu Sivasspor, als Bestandteil des Transfers von Bilica zu Fenerbahce bekannt gegeben.
Zur Saison 2010/11 wechselte er zum Erstligisten Denizlispor und blieb hier bis Ende 2012. Im Januar 2013 einigte er sich mit Giresunspor. Mit diesem Klub erreichte er am letzten Spieltag der Saison 2013/14 die Drittligameisterschaft und damit den Aufstieg in die TFF 1. Lig. Mit seinem Vertragsende verließ er im Sommer 2014 Giresunspor.

## Erfolge
Mit Giresunspor
- Meister der TFF 2. Lig und Aufstieg in die TFF 1. Lig: 2013/14